# Biserica de lemn „Sf. Voievozi” din Bozioru
Biserica „Sf. Voievozi” din Bozioru este un ansamblu de monumente istorice aflat pe teritoriul satului Bozioru, comuna Bozioru. În Repertoriul Arheologic Național, monumentul apare cu codul 45398.03.
Ansamblul este format din următoarele monumente:
- Biserica de lemn „Sf. Voievozi” (cod LMI BZ-II-m-B-02370.01)
- Clopotniță (cod LMI BZ-II-m-B-02370.02)